# Ilan Manor
Ilan Manor (ur. 26 października 1969) – izraelski szachista, arcymistrz od 1997 roku.

## Kariera szachowa
W 1985 i 1988 r. zdobył tytuły mistrza Izraela juniorów do 20 lat. Reprezentował swój kraj na mistrzostwach świata i Europy juniorów w różnych kategoriach wiekowych, największy sukces odnosząc w 1985 r. w Petach Tikwie, gdzie na MŚ do 16 lat zdobył brązowy medal. Był również wielokrotnym uczestnikiem finałów indywidualnych mistrzostw Izraela, w 1988 r. zajmując III miejsce (za Gadem Rechlisem i Władimirem Liberzonem). W tym samym roku jedyny raz w karierze wystąpił na szachowej olimpiadzie, a rok później – na drużynowych mistrzostwach Europy.
Do międzynarodowych sukcesów Ilana Manora należą:
- III m. w Tel Awiwie (1989, za Michaiłem Gurewiczem i Jörgiem Hicklem),
- I m. w Oakham (1990),
- I m. w Borsodtavho (1991),
- dz. I m. w Netanji (1993, wspólnie z Michaelem Oratovskim),
- dz. III m. w Budapeszcie (1994, turniej First Saturday FS09 GM, za Walerijem Łoginowem i Peterem Lukacsem, wspólnie z Michaelem Hoffmannem(inne języki)),
- dz. II m. w Tel Awiwie (1996, memoriał Mosze Czerniaka, za Borysem Kanclerem, wspólnie z Leonidem Gofshteinem),
- IV m. w Riszon Le-Cijon (1996, za Borysem Altermanem, Vasiliosem Kotroniasem i Leonidem Judasinem).

Najwyższy ranking w karierze osiągnął 1 stycznia 1998 r., z wynikiem 2530 punktów dzielił wówczas 13-14. miejsce wśród izraelskich szachistów. Od 2000 r. w turniejach klasyfikowanych przez Międzynarodową Federację Szachową startuje bardzo rzadko.